# Михеев, Николай Сергеевич
Никола́й Серге́евич Михе́ев (12 декабря 1919, Екатеринослав — 3 июля 1969, Ленинград) — советский волейболист и волейбольный тренер, игрок сборной СССР (1949). Чемпион мира 1949. Нападающий. Заслуженный мастер спорта СССР (1947), заслуженный тренер СССР (1960).
В 1945—1957 выступал за ленинградские армейские команды ДКА/ЛДО/ВММА/ОДО/ОСК. Трёхкратный серебряный (1947—1949) и трёхкратный бронзовый (1945, 1946, 1950) призёр чемпионатов СССР.
В составе сборной СССР в 1949 году стал чемпионом мира.
В 1946—1965 старший тренер (до 1957 — играющий) мужских армейских команд Ленинграда ЛДО/ОДО/ОСК/СКВО/СКА — серебряных (1950) и бронзовых (1947, 1949) призёров чемпионатов СССР. Старший тренер мужской сборной Ленинграда — чемпиона СССР и Спартакиады народов СССР 1959.
Старший тренер сборной Вооружённых сил СССР победителя чемпионата дружественных армий 1961.
Тренер мужской сборной СССР, чемпиона мира 1960 и 1962, чемпиона Олимпийских игр 1964, обладателя Кубка мира 1965.
Награждён медалью «За доблестный труд».

## Источник
- Волейбол. Энциклопедия/Сост. В. Л. Свиридов, О. С. Чехов. Томск: Компания «Янсон» — 2001.